# ケリー・スタバスト
ケリー・スタバスト（Kelli Stavast、1980年生）は、アメリカのスポーツキャスターである。
2016年のリオデジャネイロオリンピックのダイビングや、2018年の平昌オリンピックのフリースタイルスキーなどを担当した。